# Джермантон
Джермантон (англ. Germanton) — невключённая территория и статистически обособленная местность (CDP) в округах Форсайт и Стокс, в основном в округе Стокс, штате Северная Каролина, США.
Он расположен в 13 милях (21 км) к югу от Данбери, населённого пункта округа Стокс, на шоссе № 8 и 65 штата Северная Каролина на высоте 662 фута (202 м). Центр города Уинстон-Сейлем находится в 13 милях (21 км) к югу. Джермантон был окружной резиденцией округа Стокс до создания округа Форсайт на территории южной части Стокса. До создания округа Форсайт Джермантон находился в центре округа Стокс.

## История
Джермантон был основан в 1790 году и является старейшим населённым пунктом округа Стокс. Первоначальные 23 акра (93 000 м2) города были частью участка площадью 700 акров (2,8 км2), который был пожалован Джейкобу Лэшу графом Гренвильем в 1762 году. 23 акра были получены от братьев Майкла и Генри Фрея. Город был назван так после того, как приток германских иммигрантов, служивших ветеранами Американской революции, получил стимул для заселения этой местности. Среди этих поселенцев были как немцы, воевавшие против короны, так и гессенцы, которые были лояльны короне. Майор американской революционной войны Джозеф Уинстон, впоследствии конгрессмен США, был известным жителем Джермантона с плантацией неподалеку.

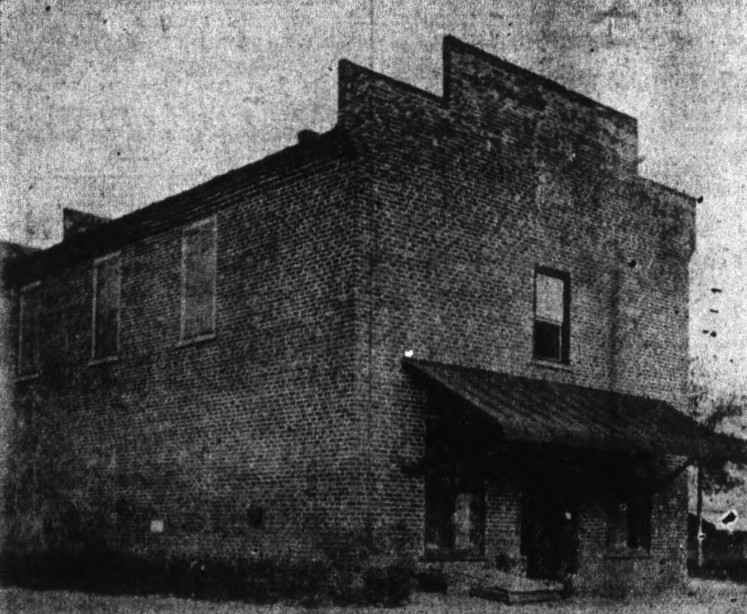
Здание суда округа Стокса, построенное в Джермантоне примерно в 1825 году

Джермантон расположен рядом со старыми моравскими поселениями Бетабара и Бетания, которые были частью поселения Ваховия Тракта. Этимологию названия «Джермантон» часто ошибочно приписывают этой близости. В то время как Ваховия была заселена по религиозным причинам выходцами из современной Чехии, поселенцы района Джермантон были преимущественно лютеранами, выходцами из современной Германии, и заселяли этот район с нерелигиозными целями. Ранние поселенцы округа Стокс стали результатом земельных льгот, предоставленных государством в 1790 году в качестве награды тем германцам, которые сражались за независимость.
Использование немецкого языка в качестве родного угасло к 1850-м годам.
В конце XIX века в районе Джермантона добывали уголь, но он был низкого качества.
Методистская церковь и кладбище Джермантона, дом Лика-Чаффина-Браудера и епископальная церковь Святого Филиппа внесены в Национальный реестр исторических мест.